# 莱兹河畔博蒙
萊茲河畔博蒙（法語：Beaumont-sur-Lèze，法語發音：[bomɔ̃ syʁ lɛz]）是法国上加龙省的一个市镇，属于米雷区。

## 地理
莱兹河畔博蒙（43°22'50"N, 1°21'28"E）面积26.31 平方千米，位于法国奧克西塔尼大區上加龙省，该省份为法国西南部内陆省份，西南端与西班牙接壤，自此顺时针与上比利牛斯省、热尔省、塔恩-加龙省、塔恩省、奥德省和阿列日省接壤。
与莱兹河畔博蒙接壤的市镇（或旧市镇、城区）包括：欧讷、欧里巴伊、勒福加、莱兹河畔拉加代勒、莫扎克、米尔蒙、蒙托、米雷。

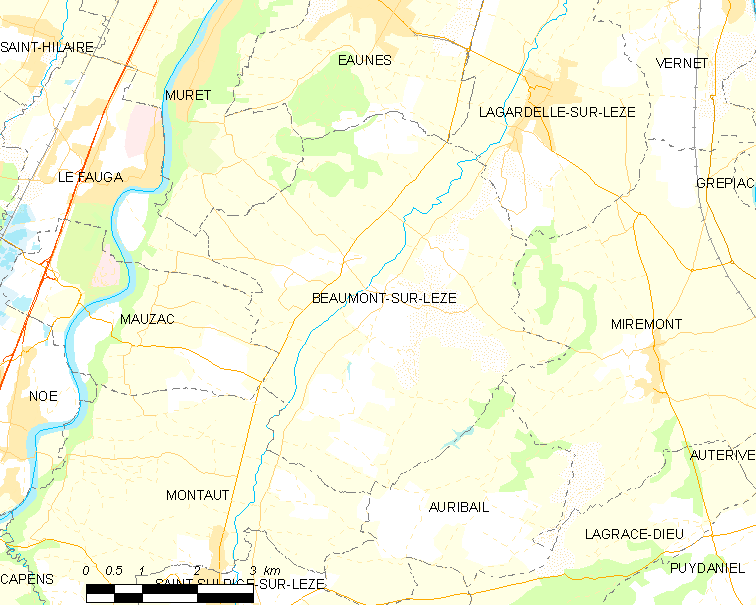
莱兹河畔博蒙的OSM定位图

莱兹河畔博蒙的时区为UTC+01:00、UTC+02:00（夏令时）。

## 行政
莱兹河畔博蒙的邮政编码为31870，INSEE市镇编码为31052。

## 政治
莱兹河畔博蒙所属的省级选区为欧特里沃县。

## 人口

1962-2008年间莱兹河畔博蒙人口变化图示

莱兹河畔博蒙于2022年1月1日时的人口数量为1638人。